# Eichen-Tiefaugenbock

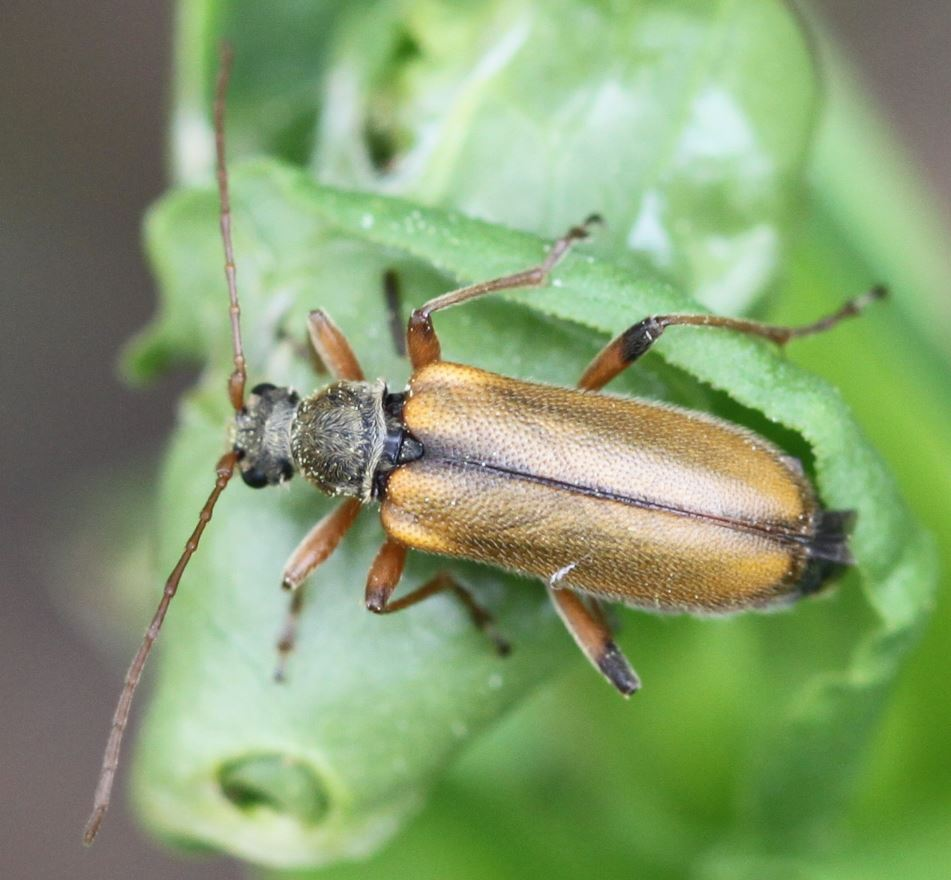
Eichen-Tiefaugenbock, helle Form

Der Eichen-Tiefaugenbock (Cortodera humeralis) ist ein Käfer aus der Familie der Bockkäfer (Cerambycidae).

## Merkmale
Die Käfer werden 8 bis 11 Millimeter lang und haben eine variable Körperfärbung. Es tritt eine dunkle Farbvariante auf, deren Deckflügel schwarz oder braun gefärbt sind und jeweils auf der Schulter zwei, selten nur einen gelblichen Fleck tragen. Die helle Farbvariante hat gelbbraune Deckflügel, mit einer dunklen Flügeldeckennaht.

## Vorkommen und Lebensweise
Sie kommen in weiten Teilen Europas vor, fehlen jedoch in Nordeuropa und auf den Britischen Inseln. Sie besiedeln Laubwälder und treten im Mai und Juni auf. Imagines findet man häufig auf Gebüschen oder blühenden Eichen sitzend. Die Larven entwickeln sich in Totholz in der Bodenstreu, in verpilztem Fallholz und auch in abgestorbenen, oberflächennahen Wurzeln von Laubbäumen.
| Verschiedene Ansichten |  |
|                        |  |
|                        |  |

## Belege